# Yucca intermedia
Yucca intermedia är en sparrisväxtart som beskrevs av Mckelvey. Yucca intermedia ingår i släktet palmliljor, och familjen sparrisväxter. Inga underarter finns listade i Catalogue of Life.

## Bildgalleri

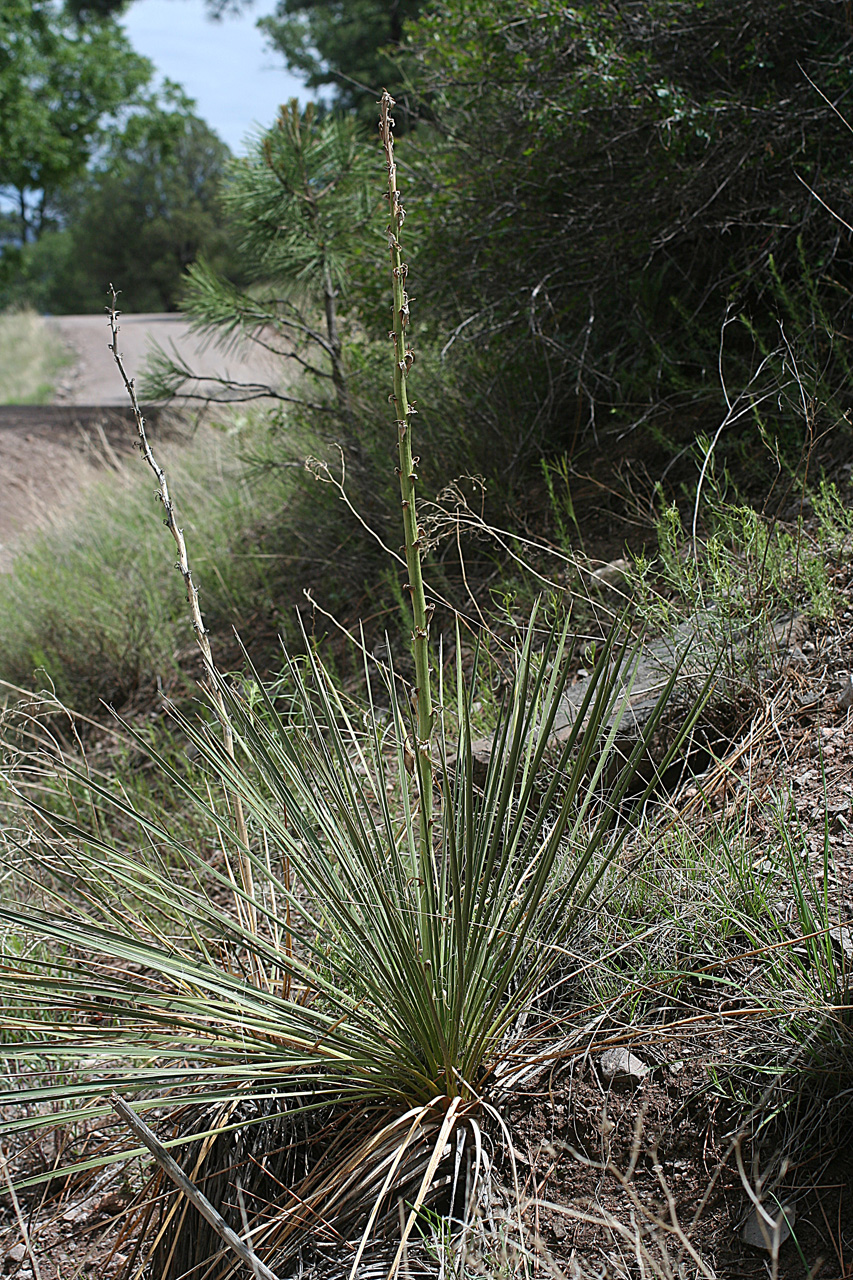